# 現代の妖怪
『現代の妖怪』（げんだいのようかい、GENDAI NO YOKAI）は、NHK Eテレで2013年8月19日から9月16日まで放送された日本のテレビドラマ。
現代風にアレンジされた妖怪が広告会社の新人の小林理香、部長の中沢誠一の周りでイタズラを起こす様子を描く。

## 出演者
- 富ヶ谷広告社営業部部長、中沢誠一(43歳)：デビット伊東
- 富ヶ谷広告社営業部、小林理香(24歳)：入山法子
- ナレーション：鈴真紀史

## サブタイトル
| 回 | 放送日        | サブタイトル         |
| -- | ------------- | -------------------- |
| 1  | 2013年8月19日 | 妖怪ゴジダツジ       |
| 2  | 2013年8月26日 | 妖怪ダレダッケ       |
| 3  | 2013年9月2日  | 妖怪ソウショク       |
| 4  | 2013年9月9日  | 妖怪マキジタ         |
| 5  | 2013年9月16日 | 妖怪ボウジャクブジン |

## スタッフ
- 制作 - NHKエンタープライズ
- 制作協力 - NHKアート
- 制作・著作 - NHK・スローハンド